# 参宿五
參宿五，亦作猎户座γ，是猎户座中的一颗恒星，位于参宿四（猎户座α）以西5°的位置。

## 特征

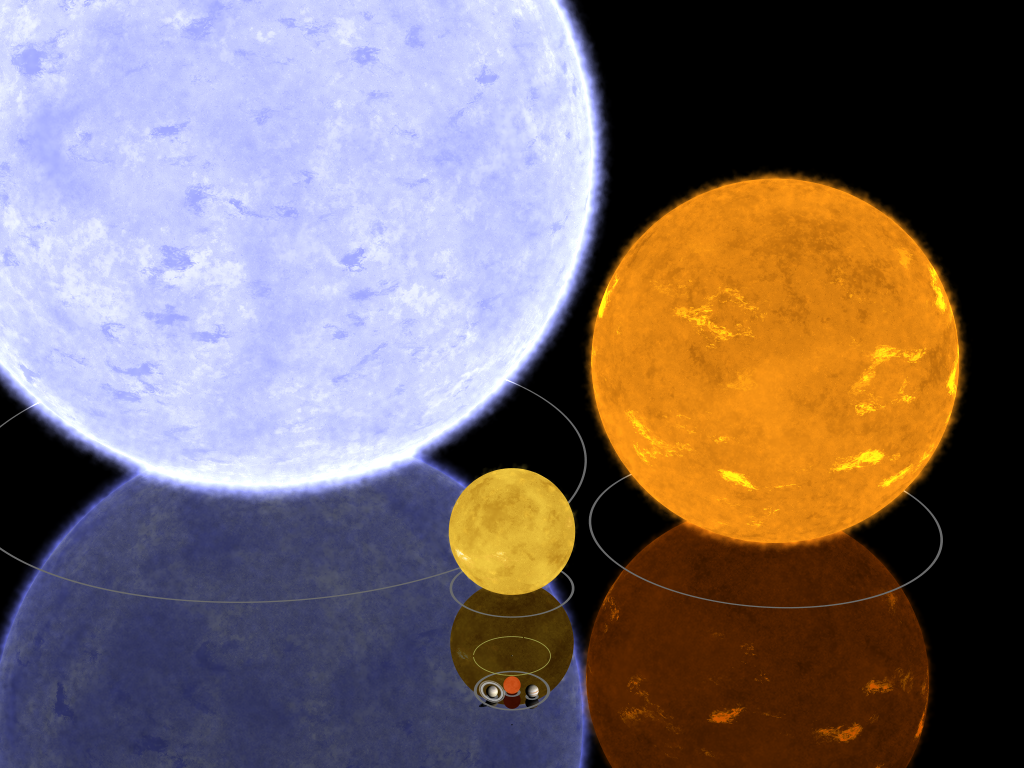
从左至右分别为参宿五、太阳、大陵五

参宿五的质量是太阳质量的8.6倍，其年龄约为2500万年，以前分類巨星、現在分類 B型主序星。参宿五表壳的有效溫度约为22000 K，远高于太阳表面的5778K，这样的高温使得其在恒星光谱上表现为一B型主序星。在去除周邊昏暗后，所测参宿五的角直徑为0.72±0.04毫角秒，而其距太阳系的距离约为250光年（77秒差距），因此而推算出其半径约为太阳半径的6倍。
参宿五曾被认为属于獵戶座OB1星協，它与星协中的其他恒星在一个较大的空间中共同运动，该星协还包括著名的猎户座腰带（即参宿一、参宿二以及参宿三），但后来的研究显示，参宿五较之星协中其他恒星远靠近于太阳系，因此该看法被否定。尽管有天文学者的研究显示参宿五可能是一个联星系统，但目前仍未明确发现其存在伴星，一项2011年的调查亦显示并未发现与参宿五自行相同的恒星，作为伴星候选的三颗恒星最终均确认为背景恒星。

## 标准星
参宿五曾被用作光度和光谱的参考标准恒星，不过后来这两点均被证明是不切实际的。
1963年，参宿五曾被选入UBV测光系统作为测量光度的参考恒星之一。天文学者利用这些参考恒星与需要测量的恒星进行比较进而确定被测恒星的光度，当时参宿五的视星等被天文学家定为1.64，但1988年的光度测定报告显示参宿五的视星等是变化的，变化范围在1.59到1.64。
1971年时有天文学家严格规定了O型与B型的恒星光谱，参宿五被列为B2 Ⅲ型恒星，但根据参宿五光谱分析出的预期亮度（这里指绝对星等）比依据依巴谷卫星所测得的视差与视星等计算后的结果高一个星等。观测到的特征显示参宿五应为一颗B2主序星，而不是一颗巨星。最近对高分辨率光谱的分析显示参宿五可能是两颗较B2巨星更暗的恒星组成的联星系统。

## 词源和文化
在中国文化中，“参宿”中的“参”亦为“三”之意，指由参宿一、参宿二以及参宿三三颗星组成的星群，代表着三将军。此外，猎户座的轮廓亦由参宿的七颗星组成，分别为參宿一、參宿二、參宿三、參宿四、参宿五、参宿六以及參宿七。
根据拜耳命名法，参宿五的名称应为猎户座γ。在拉丁语中，其名为“Bellatrix”，意为“女性战士”。该词意最早出现在阿布马沙尔以及塞维利亚的约翰的作品中，并且指代的是五車二，但是在15世纪的维也纳天文学校中，“Bellatrix”逐渐成为了参宿五的代名词，并且出现在了阿方索星表的现代印制版中。2016年，国际天文联合会（IAU）组织了一个IAU恆星名稱工作組（WGSN）为恒星编制名称并使名称标准化。其在2016年7月的第一份公告中包含了由WGSN批准的前两批名称的表格，其中便包括了“Bellartix”这颗恒星。目前已被编入了IAU的星名目录中。
阿拉伯文化中，参宿五亦被称为亚马孙之星，是学者理查德·艾伦根据“Al Najīd”（意为征服者）所得出的粗略翻译。在1275年的阿拉伯天球记录中，其名为（意为狮子）。参宿五亦是猎户座的四颗导航明星之一，常应用于天文航海领域。
在17世纪埃勒·穆阿凯特所著的历法与星名目录中，参宿五被称为“Menkib al Jauza al Aisr”，翻译为拉丁语则为“Humerus Sinister Gigantis”。
北澳大利亚的瓦德曼人将参宿五称之为“Banjan”，当地人将其和参宿四与祭祀中使用的闪光颜料联系起来，将它们视为仪式中重要的祭祀工具。
在因纽特文化中，参宿四与参宿五在南天的升起代表着春天的来临。